# تیتراسیون

یک تیتراسیون وینکر برای اندازه‌گیری غلظت اکسیژن حل شده در آب نمونه. در تیتراسیون حجم سنجی از یک بورت و یک ارلن جهت تیتر کردن محلول استفاده می‌شود.

تیتراسیون (به انگلیسی: Titration) یا تیتر کردن، تیتریمتری نیز نامیده می‌شود، در علم شیمی عبارت است از تعیین غلظت یک محلول مجهول با روش‌های مختلف. یک روش آزمایشگاهی معمول کمی در شیمی تجزیه است، که برای اندازه‌گیری غلظت نامعلوم یک آنالیت استفاده می‌شود. از شناخته شده‌ترین تیتراسیون‌ها، تیتراسیون حجم سنجی اسید و باز است. چون اندازه‌گیری حجم در تیتراسیون خیلی مهم است، آن را آنالیز حجمی نیز می‌نامند. یک واکنش‌گر ناب که تیترانت یا تیتراتور نامیده می‌شود، به عنوان یک محلول مناسب استفاده می‌گردد. یک حجم از تیترانت با غلظت مشخص با یک محلول یا آنالیت واکنش می‌دهد تا غلظتش مشخص شود. حجم تیترانت واکنش داده را تیتر می‌نامند.

## تاریخچه و ریشه‌شناسی

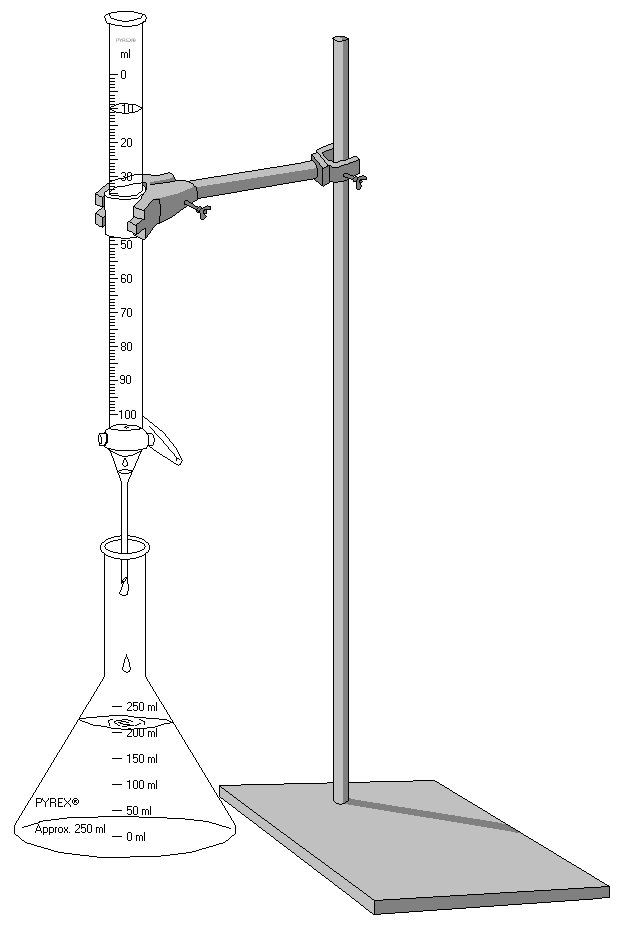
روش تیتراسیون

کلمه تیتراسیون از کلمه لاتین تیتولوس به معنی کتیبه یا عنوان گرفته شده‌است. کلمه فرانسوی تیتر نیز از همین منشاء به معنی رتبه گرفته شده‌است. آنالیز حجمی در اواخر قرن ۱۸ در فرانسه ابداع شد. فرانسیس آنتونی هنری اولین بورت را اختراع کرد. جزف لوییس گی با اضاف کردن بازویی در طرفین آن و پیشرفته کردنش، کلمه‌های پیپت و بورت را ابداع کرد. یک پیشرفت مهم در روش و محبوبیت آنالیز حجمی در هنگامی رخ داد که، کارل مور، بورت را با گذاشتن یک گیره و نوک در پایینش پیشرفت داد و در سال ۱۸۵۵  یک کتاب در این باره نوشت.

## روش‌ها
- تیتراسیون حجم سنجی

این روش بر اندازه‌گیری حجم دقیق یک محلول استوار است. در این روش محلول با غلظت معین که محلول استاندارد نام دارد در بورت ریخته می‌شود، و محلول با غلظت نامعلوم که محلول مجهول نام دارد در یک ارلن ریخته می‌شود. فرآیند تیتر کردن که عبارت است از افزودن قطره قطره محلول معلوم به محلول مجهول، تا زمانی که واکنش بین دو ماده کامل شود ادامه دارد. برای تشخیص کامل شدن واکنش روش‌های مختلفی به کار می‌رود که معروف‌ترین آن‌ها استفاده از شناساگر‌های شیمیایی است.:
- تیتراسیون وزن سنجی
- تیتراسیون خنثی شدن
- تیتراسیون کمپلکس سنجی
- تیتراسیون پتانسیل سنجی
- تیتراسیون اکسایش-کاهش

آنالیز نمونه‌خای خاک با تیتراسیون.
روش اولیه با یک بشر یا ارلن که شامل مقدار مشخصی آنالیت و مقدار کمی شاخص که در زیر یک بورت یا پیپت  کالیبره شامل تیترانت است، صورت می‌گیرد. مقدار کمی تیترانت به آنالیت و شاخص اضافه می‌شود تا وقتی که شاخص شروع به تغییر کند، که شروع نقطه هم‌ارزی (اکی والان) است. با توجه به نقطه هم‌ارزی مورد نظر، یک قطره یا کمتر از تیترانت می‌تواند اختلافی دائمی یا موقت در شاخص ایجاد کند. وقتی نقطه هم‌ارزی واکنش فرا رسید، حجم مصرفی واکنش دهنده اندازه‌گیری شده و غلظت آنالیت با فرمول زیر حساب می‌شود.
{\displaystyle \mathbf {C} _{a}={\frac {\mathbf {C} _{t}\mathbf {V} _{t}\mathbf {M} }{\mathbf {V} _{a}}}}
که Ca غلظت آنالیت را به صورت مولار نشان می‌دهد، Ct غلظت مولار تیترانت، Vt حجم استفاده شده تیترانت در واحد لیتر، M ضریب تناسب که از معادله شیمیایی بدست می‌آید، و Va حجم آنالیت استفاده شده به لیتر است.

### روش‌های آماده‌سازی
معمولا تیتراسیون به تیترانت و آنالیت به صورت مایع نیاز دارد. گرچه مواد جامد نیز در یک حلال آبی حل می‌شود، حلال‌های دیگر مثل اتانول و استیک اسید برای موارد دیگر استفاده می‌شود. (مانند پتروشیمی) آنالیت‌های تغلیظ شده برای بالا بردن دقت، رقیق می‌شوند.
تیتراسیون‌های بدون اسید، نیازمند پی‌اچ ثابت در طول واکنش هستند؛ بنابراین، ممکن است محلول بافر به محفظه تیتراسیون اضافه شود تا پی‌اچ را ثابت نگه دارد.
برای مثال، وقتی ۲ واکنش‌گر ممکن است با تیترانت واکنش دهند، و فقط یکی به عنوان آنالیت مورد نظر است، یک پوشاننده جدا ممکن است به واکنش اضافه شود تا یون‌های ناخواسته نشان داده نشوند.
در بعضی از واکنش‌های اکسایش ممکن است برای بالا بردن سرعت واکنش به محفظه گرما داده شود. برای مثال، برای اکسیداسیون بعضی حلال‌های اگزالات نیاز به دمای ۶۰ درجه سانتیگراد است تا سرعت واکنش معقول باشد.

## منحنی تیتراسیون
منحنی معمول تیتراسیون اسید دیپروتیک که با پایه قوی تیتر می‌شود؛ که تیتر شدن اکسالیک اسید با سدیم هیدروکسید نشان داده شده‌است. هر دو نقطه هم‌ارزی قابل مشاهده هستند. منحنی تیتراسیون منحنی است که محور x آن حجم تیترانتی را نشان می‌دهد که از اول واکنش اضافه شده‌است، و محور y هم غلطت آنالیت در آن حجم می‌باشد (در موارد اسیدی محور y پی‌اچ حلال را نشان می‌دهد.
در تیتراسیون اسیدی، منحنی تیتراسیون قدرت اسید و باز را نشان می‌دهد. برای یک اسید و باز قوی، منحنی ملایم و با شیب زیاد در نقطه هم‌ارزی خواهد بود. به همین دلیل، یک تغییر کوچک در حجم تیترانت در نزدیک نقطه هم‌ارزی، پی‌اچ را به شدت تغییر می‌دهد و شاخص‌های زیادی را برای آن می‌توان اختصاص داد (برای مثال کاغذ تورنسل، فنول فتالئین یا برموتیمول آبی).
اگر در شرایطی یکی از دو عامل اسید و باز قوی و دیگری ضعیف باشد، منحنی نامنظم خواهد بود و با تغییر کم حجم در نزدیکی نقطه هم‌ارزی، پی‌اچ کمتر تغییر می‌کند. برای مثال، منحنی تیتراسیون، اسید اگزالیک (اسید ضعیف) با سدیم هیدروکسید (باز قوی) نشان داده شده‌است. نقطه هم‌ارزی بین پی‌اچ ۸-۱۰ اتفاق می‌افتد، این موضوع نشان می‌دهد که حلال در نقطه هم‌ارزی خاصیت باز را دارد و نشان‌گر مورد نظر فنول فتالئین است. منحنی تیتراسیون برای یک اسد قوی و باز ضعیف نیز این چنین است و حلال خاصیت اسیدی گرفته و باید از شاخص‌های متیل اورانژ و برموتیمول آبی استفاده شود.
تیتراسیون بین اسید ضعیف و باز ضعیف دارای نامنظمی شدید است، به همین دلیل، یک شناساگر قطعی برای این حالت وجود ندارد و از یک پی‌اچ سنج برای نشان دادن واکنش استفاده می‌شود.
تابعی که می‌توان برای توصیف منحنی استفاده کرد تابع سیگموئید است.

## انواع تیتراسیون
انواع مختلفی از تیتراسیون با روش‌ها و اهداف مختلف وجود دارد و رایج‌ترین انواع تیتراسیون کیفی عبارت‌اند از: تیتراسیون اسید-باز و تیتراسیون اکسایش و کاهش.

### تیتراسیون اسید- باز
| شناساگر       | رنگ در محیط اسیدی | بازه تغییرات رنگ | رنگ در محیط بازی |
| ------------- | ----------------- | ---------------- | ---------------- |
| متیل ارغوانی  | زرد               | ۰.۰ - ۱.۶        | ارغوانی          |
| بروموفنول آبی | زرد               | ۳.۰ - ۴.۶        | آبی              |
| متیل نارنجی   | قرمز              | ۳.۱ - ۴.۴        | زرد              |
| متیل قرمز     | قرمز              | ۴.۴ - ۶.۳        | زرد              |
| لیتموس        | قرمز              | ۵.۰ - ۸.۰        | آبی              |
| برم تیمول آبی | زرد               | ۶.۰ - ۷.۶        | آبی              |
| فنل فتالئین   | بی رنگ            | ۸.۳ - ۱۰.۰       | ارغوانی          |
| آلیزارین زرد  | زرد               | ۱۰.۱ - ۱۲.۰      | قرمز             |

تیتراسیون اسید- باز به خنثی شدن اسید و باز هنگامی که با حلال مخلوط شدند ربط دارد. علاوه بر نمونه، شناساگر پی‌اچ که به محلول اضافه می‌شود، در نشان دادن نقطه هم‌ارزی مؤثر است. شناساگر تیتراسیون اسید باز با تغییر رنگ، نقطه هم‌ارزی را نشان می‌دهد. نقطه پایانی و نقطه هم‌ارزی حتماً یکی نیستند، زیرا نقطه هم‌ارزی با استکیومتری واکنش مشخص می‌شود، ولی نقطه پایانی صرفا با تغییر رنگ مشخص می‌گردد؛ بنابراین برای کاهش خطا باید شناساگر مناسبی انتخاب شود. برای مثال، اگر نقطه هم‌ارزی در پی‌اچ ۸٫۴ باشد، استفاده از فنول فتالئین به جای آلیزارین زرد، خطا را کاهش می‌دهد. شناساگرهای معروف و رنگشان و پی‌اچ ای که تغییر رنگ می‌دهند، در جدول بالا آمده‌است.
برای جواب‌های دقیق‌تر، وقتی که یک اسید یا باز ضعیف موجود باشد، پی‌اچ سنج یا هدایت سنج مورد استفاده قرار می‌گیرد.
برای بازهای خیلی قوی مانند هیدرید و آمینه آهن، آب به عنوان حلال مناسبی شناخته نمی‌شود، به جای آن از اسیدهای خیلی ضعیف و حلال‌های بی آب مانند تتراهیدروفوران برای تیترانت و شناساگر استفاده می‌شود.

### تیتراسیون اکسایش- کاهش
یک پتانسیومتر برای تخمین نقطه پایانی استفاده می‌شود، وقتی که یکی از ترکیبات که به عنوان اکسیدکننده است پتاسیم دی‌کرومات باشد. تغییر رنگ از نارنجی به سبز قطعی نیست، بنابراین از شناساگری مانند پتاسیم دی‌کرومات استفاده می‌شود. آنالیز شراب برای گوگرد دی‌اکسید به عنوان عمل اکسیداسیون به ید نیاز دارد، در این مورد از نشاسته به عنوان شناساگر استفاده می‌شود، وقتی که ترکیب آبی شود نشانه نقطه پایانی است.
بعضی از تیتراسیون‌های اکسایش و کاهشی به دلیل رنگ شدید مواد، نیازی به شناساگر ندارند.

### تیتراسیونفازگازی
در این روش واکنش‌گرها را با یک گاز اضافی مخلوط می‌کنند، که جای تیترانت را می‌گیرد. در یک مثال مشهور تیتراسیون گازی، ازون گازی با نیتروژن اکسید طبق معادله زیر واکنش می‌دهد.
O3 + NO → O2 + NO2.
بعد از کامل شدن واکنش، تیترانت و فراورده‌ها اندازه‌گیری می‌شوند، که برای تخمین مقدار آنالیت اولیه استفاده می‌شود.
تیتراسیون گازی فوایدی نسبت به طیف‌سنجی نوری ساده دارد. اول، اندازه‌گیری به طول مسیر ربطی ندارد، زیرا، همان طول مسیر در اندازه‌گیری فراورده و تیترانت اضافی استفاده می‌شود. دوم، اندازه‌گیری به صورت خطی با جذب رابطه ندارد، بلکه طبق قانون بیر-لامبرت تابعی از غلظت آنالیت است. سوم، در گونه‌هایی که طول موج معمول آنالیت‌ها باهم تداخل دارند، بسیار کاربرد دارد.

### تیتراسیون کمپلکس
تیتراسیون کمپلکس به کمپلکس بودن آنالیت و تیترانت ربط دارد. عموماً شناساگر مورد نیاز با توجه به آنالیت یک کمپلکس ضعیف می‌باشد. برای مثال اریوکروم بلک تی برای تیتراسیون کلسیم و منیزیم و کی‌لیت برای تیتراسیون آهن در حلال استفاده می‌شود.

### تیتراسیون پتانسیل زتا
تیتراسیون پتانسیل زتا، تیتراسیونی است که کامل شدن واکنش توسط پتانسیل زتا، در آن نشان داده می‌شود، نه توسط شناساگر، که برای همگن‌های مشخص مثل کلوئیدها استفاده می‌شود.  یکی از استفاده‌هایش تخمین زدن نقطه ایزوالکتریک در زمان صفر شدن بار سطح می‌باشد، که به تغییر پی‌اچ و اضافه کردن ماده فعال سطحی صورت می‌گیرد. یا برای تخمین زدن درجه مناسب در لخته سازی یا تثبیت سازی استفاده می‌شود.

### زیست‌شناسی
از یک روش از حالت تیتراسیون زیست‌شناسی برای تخمین غلظت ویروس‌ها و باکتری‌ها استفاده می‌شود. تا وقتی که آزمایش مثبتی برای حضور ویروس‌ها انجام نشود، رقیق سازی پیاپی در نسبت‌های ثابت انجام می‌شود. مثبت یا منفی بودن مقدار را می‌توان با بررسی بصری زیر میکروسکوپ یا با روش تست الیزا فهمید. این مقدار همان تیتر نامیده می‌شود.

## اندازه‌گیری نقطه پایانی تیتراسیون
- یک پی‌اچ سنج ابتدایی که برای نشان دادن واکنش‌ها استفاده می‌شود.

روش‌های مختلفی برای تخمین نقطه پایانی وجود دارد.
- شناساگر: یک ماده که در اثر تغییر شیمیایی تغییر رنگ می‌دهد. یک شناساگر اسید - باز بر اثر تغییر پی‌اچ تغییر رنگ می‌دهد. شناساگر کاهشی هم به صورت یک قطره اضافه می‌شود و در نقطه پایانی تغییر رنگ می‌دهد.
- پتانسیل سنج: یک ابزار که برای اندازه‌گیری پتانسیل الکترودها استفاده می‌شود. پتانسیل الکترودها در لحظه پایانی ناگهان تغییر خواهد کرد.
- پی‌اچ سنج: یک پتانسیل سنج که پتانسیل الکترون‌ها به میزان وجود +H حلال بستگی دارد. پی‌اچ حلال در طول واکنش اندازه‌گیری می‌شود، و این خیلی دقیق‌تر از به کار بردن شناساگر است. و در نقطه پایانی پی‌اچ ناگهان تغییر می‌کند.
- هدایت الکتریکی: اندازه‌گیری یون‌های موجود در حلال. غلظت یون می‌تواند در تیتراسیون به صورت قابل توجهی تغییر کند، که تغییر در هدایت الکتریکی را باعث می‌شود. فقط یون‌های موجود در حلال باعث هدایت می‌شوند، نه همه یون‌های موجود. پیش‌بینی تغییرات سخت‌تر از محاسبه آن‌ است.
- تغییر رنگ: در بعضی واکنش‌ها حلال بدون اضافه کردن شناساگر رنگش عوض می‌شود. این معمولاً در اکسایش و کاهش دیده می‌شود، وقتی که فراورده واکنش رنگ متفاوتی با فراورده اکسایش داشته باشد.
- ته‌نشینی: وقتی که فراورده جامد باشد، حین تیتراسیون ته‌نشینی رخ می‌دهد. به‌طور مثال، واکنش -Cl و +Ag در نمک غیرقابل حل AgCl است. ابر ته‌نشینی معمولاً تخمین نقطه پایانی را سخت می‌کند. در عوض، تیتراسیون ته‌نشینی باید به عنوان تیتراسیون برگشتی انجام شود.
- تیتراسیون هم‌دمایی در کالری‌متر: یک وسیله برای اندازه‌گیری گرمای تولیدی یا مصرفی، برای تعیین نقطه پایانی. در تیتراسیون‌های زیست‌شیمی مانند پیدا کردن نحوه اتصال پیش‌ماده به آنزیم استفاده می‌شود.
- تیتراسیون گرمایی: با تیتراسیون هم‌دما متفاوت است، چون از مقدار گرمای منتقل شده برای تخمین میزان آنالیت موجود در حلال نمونه استفاده نمی‌شود. در عوض، نقطه پایانی با سرعت انتقال گرما تخمین زده می‌شود.
- طیف‌بینی: اگر طیف واکنش‌دهنده‌ها، فراورده‌ها و تیترانت معلوم باشد، برای اندازه‌گیری میزان نور جذب شده در حلال استفاده می‌شود. غلظت مواد را می‌توان با قانون بیر-لامبرت بدست آورد.
- آمپرمتر: فراوردهٔ واکنش تیتراسیون را به عنوان نتیجهٔ اکسایش یا کاهش آنالیت اندازه می‌گیرد. نقطه پایانی به عنوان تغییر در حال نمایش داده می‌شود. این روش در صورتی که تیترانت اضافی کاهش یابد، مفید خواهد بود. مانند تیتراسیون هالیدها با +Ag.

### نقطه پایانی و نقطه هم‌ارزی
این اصطلاح‌ها در صورتی به جای هم استفاده می‌شوند که متفاوت باشند. نقطه هم‌ارزی هنگامی است که از لحاظ تئوری واکنش کامل شده‌است. تعداد مول آنالیت برابر تعداد مول تیترانت باشد. نقطهٔ پایانی همان است که واقعا اندازه‌گیری می‌شود. یک تغییر فیزیکی در حلال که توسط شناساگر یا ابزارهای اشاره شده در بالا مشخص می‌شود.
این تفاوت کوچکی در میان آن‌ها است. این خطا به شناساگر بستگی دارد و نامعلوم است.

### تیتراسیون برگشتی
تیتراسیونی است که در جهت عکس انجام می‌شود. به جای تیتراسیون نمونه اصلی، نمایان‌گر اضافی به حلال اضافه می‌شود و آن تیتراسیون می‌شود. این عمل وقتی مفید است که نقطه پایانی آن راحت‌تر از تیتراسیون معمولی پیدا شود. مانند واکنش ته‌نشینی. و وقتی که واکنش میان تیترانت و آنالیت بسیار کند باشد. وقتی که آنالیت یک جامد انحلال ناپذیر باشد.

## استفاده‌های خاص

### تیتراسیون اسید- باز
- در زیست‌دیزل: سوخت روغن‌نباتی باید قبل از استفاده خنثی شود. این عمل اسیدهای چرب را حذف می‌کند که ممکن است ماده را به جای سوخت به صابون تبدیل کند.[۳۲]
- روش کجلداهل: نیتروژن موجود در نمونه را اندازه می‌گیرد. نیتروژن آلی در آمونیاک و سولفوریک اسید و سولفات پتاسیم یافت می‌شود. در آخر، آمونیاک با اسید بوریک سپس با سدیم کربنات تیتراسیون برگشتی انجام می‌دهد.[۳۳]

- ارزش اسیدی: جرم به میلیگرم پتاسیم هیدروکسید که یک گرم از کربوکسیلیک اسید را خنثی می‌کند. این تیتراسیون در دمای پایین انجام می‌شود.
- ارزش صابون‌سازی: جرم به میلی گرم KOH که برای صابون‌سازی یک گرم کربوکسیلیک اسید نمونه نیاز است؛ که در دمای بالا صورت می‌گیرد.
- ارزش استر:  یک خاصیت قابل حساب از طریق فرمول: ارزش استر= ارزش اسیدی- ارزش صابون‌سازی
- ارزش آمینه: جرم به میلی گرم KOH که با آمین کردن یک گرم از نمونه می‌انجامد.
- عدد هیدروکسیل: مقدار جرم KOH  لازم برای هیدروکسیل کردن یک گرم از نمونه. آنالیت ابتدا با استیک انیدرید استیله می‌شود، سپس با KOH عمل تیتراسیون انجام می‌شود.

### تیتراسیون‌های اکسایشی و کاهشی
- آزمایش وینکر: برای تعیین اکسیژن حل شده در آب استفاده می‌شود. اکسیژن داخل آب با استفاده از سولفات منگنز(II) کاهش می‌یابد. و با پتاسیم یدید واکنش می‌دهد و ید تولید می‌کند. ید نسبت به اکسیژن در نمونه آزاد می‌شود؛ بنابراین غلظت اکسیژن با تیتراسیون کاهشی ید و تیوسولفات و با شناساگر نشاسته، قابل تعیین است.[۳۴]

- ویتامین ث: که به عنوان آسکوربیک اسید شناخته می‌شود، ویتامین ث یک عامل کاهشی قوی است.  وقتی که با دی‌کلروفنول‌ایندوفنول آبی تیتراسیون تشکیل می‌دهد و بی‌رنگ می‌شود غلظتش به راحتی قابل تعیین است.[۳۵]

- معرف بندیک: گلوکز اضافی در ادرار ممکن است نشانه دیابت در بیمار باشد. روش بندیک یک روش معمولی برای کم کردن گلوکز در ادرار است. در این تیتراسیون، گلوکز مس را کاهش می‌دهد تا با تیوسیانات پتاسیم واکنش دهد و رسوبات سفیدی ایجاد کند، که نشان‌گر نقطه پایان است.[۳۶]

- عدد برم: اندازه اشباع در یک آنالیت، که میلی‌گرم برم را که ۱۰۰ گرم نمونه جذب می‌شود نشان می‌دهد.
- عدد ید: اندازه اشباع در یک آنالیت، که میلی‌گرم ید را که ۱۰۰ گرم نمونه جذب می‌شود را نشان می‌دهد.

### متفرقه
تیتراسیون کارل فیشر: یک روش پتانسیل سنجی که مقدار جا مانده آب را در ماده آنالیز می‌کند. یک مثال حل شده در متانول است که با روش کارل فیشر تیتراسیون می‌شود. این روش شامل ید است که به خوبی در آب حل می‌شود. بنابراین مقدار آب  را می‌توان با نشان دادن پتانسیل الکتریکی یودهای اضافی تخمین زد.